# Westland Marathon 1970
De Westland Marathon 1970 werd gehouden op zaterdag 23 mei 1970. Het was de tweede editie van deze marathon.
De Nederlander Wim Hol won de wedstrijd in 2:28.52. Hij had een grote voorsprong op de rest van het veld.
In totaal finishten er 45 deelnemers. Er namen geen vrouwen deel aan de wedstrijd, want marathonwedstrijden voor vrouwen bestonden er in die tijd nog niet.

## Uitslag
| rang   | naam            | land | tijd    |
| ------ | --------------- | ---- | ------- |
| Goud   | Wim Hol         | NED  | 2:28.52 |
| Zilver | Klaas de Ruiter | NED  | 2:32.56 |
| Brons  | Rudy Mol        | NED  | 2:35.12 |
| 4      | Johan Kijne     | NED  | 2:36.01 |
| 5      | Louis Vink      | NED  | 2:37.19 |
| 6      | Gerard Ridder   | NED  | 2:39.26 |
| 7      | Cock van Blerck | NED  | 2:41.53 |
| 8      | Piet Schoonen   | NED  | 2:42.13 |
| 9      | Johan Labberton | NED  | 2:43.46 |
| 10     | Steef Kijne     | NED  | 2:44.47 |

1969 ·
1970 ·
1971 ·
1972 ·
1973 ·
1974 ·
1975 ·
1976 ·
1977 ·
1978 ·
1979 ·
1980 ·
1981 ·
1982 ·
1983 ·
1984 ·
1985 ·
1986 ·
1987 ·
1988 ·
1989 ·
1990 ·
1991 ·
1992 ·
1993 ·
1994 ·
1995 ·
1996 ·
1997 ·
2014